# Anton Cebej
Anton Cebej (tudi Zebey), slovenski slikar, * 23. maj 1722, Ajdovščina, † po letu 1774.
Bil je baročni slikar. Rojen 23.5.1722 v Župniji Ajdovščina in ne v Župniji Šturje, kakor je večkrat narobe omenjeno, očetu Matiju in materi Marini. Kako je Cebej postal slikar ni znano, prav tako tudi niso znani ostali dogodki iz njegovega življenja ter kraj in čas njegove smrti. Njegov razvoj lahko spremljamo le skozi njegova dela. Njegovo zadnje delo se pojavi leta 1774.
V Ljubljani je živel v petdesetih letih 18. stoletja, vendar ni bil včlanjen v slikarsko bratovščino. Cebej je predstavnik ljubljanskega baročnega slikarstva in je zaokrožil smer, ki sta jo na Kranjskem v začetku 18. stoletja vpeljala  Giulio Quaglio in Janez Valentin Metzinger. Njegova zgodnja dela kažejo na šolanje pri nekem lokalnem slikarju, kmalu pa se je stilno približal Metzingerju. Od njega se loči po lahkotnejši, manj patetični kompziciji in po svetlem, prosojnem koloritu, ki ju je povzel od beneških mojstrov. Povezavo na Metzingerjevo delavnico nakazuje tudi dejstvo, da je Cebej po njegovi smrti 1759 prevzel nekatere njegove naročnike. 
Njegovo prvo delo je nastala leta 1750, ko je bil star 28 let. Ustvarjalni vrh je dosegel v šestdesetih letih, ko se je najbolj približal beneškim vzorom: telesa je oblikoval v skladnih razmerjih in jih modeliral s toplimi in pretanjenimi barvnimi prehodi. V sedemdesetih letih je opazna težnja k umirjenosti: število figur se zmanjša, gibanje se umiri, arhitekpa dobiva klasične poteze. Podoben razvoj velja tudi za freske. Med tedanjimi ljubljanskimi slikarji je bil Cebej edini, v čigar opusu je enakovredno zastopano tako oljno kot stensko slikarstvo. Iz arhivnih zapisov pa je razvidno, da je izdeloval tudi načrte za oltarje in slikal portrete. V Sloveniji in na Hrvaškem je evidentiranih okoli 90 njegovih del, od teh je nekaj izgubljenih. Zadnja leta svoje življenja naj bi preživel v Ljubljani, zato je nekaj njegovih del shranjenih v Narodnem muzeju. Pomemben vir poznavanja njegovega dela  predstavlja tudi cerkev Janeza Krstnika v Ajdovščini ter še nekatere druge cerkve na Vipavskem.